# Væsler
Væsler (Mustela) er en slægt af pattedyr i mårfamilien. Det er små, aktive rovdyr, der er lange og tynde med korte ben. De kan variere i længde fra 12 til 45 cm, og de har normalt en rødlig eller brun pels med hvid bug. Enkelte arter skifter til hvid pels om vinteren. 

## Levevis
Deres lange tynde kroppe tillader dem at forfølge deres bytte i underjordiske huler og boer. Deres haler kan være fra 22 til 33 cm lange. Væsler har et ry for at være kløgtige og snu. 
Væslers bytte er oftest små pattedyr som mus og rotter; de er undertiden blevet regnet som skadedyr da de har taget fjerkræ eller kaniner fra gårde. Væsler findes naturligt over hele verden fraregnet Antarktis og Australien. 

## Arter
Nogle af arterne i slægten
- Lækat, Mustela erminea
- Brud Mustela nivalis
- Sortfodet ilder, Mustela nigripes
- Ilder, Mustela putorius
- Flodilder, Mustela lutreola
- Mink, Mustela vison
- Steppeilder, Mustela eversmannii
- Indonesisk bjergvæsel, Mustela lutreolina